# Baggage Battles
Baggage Battles est une émission de télévision américaine diffusée aux États-Unis sur Travel Channel et en Europe sur Discovery Channel.

## Synopsis
L'émission suit Laurence et Sally Martin, Mark Meyer, Billy Leroy, Traci Lombardo, qui parcourent les ventes aux enchères à travers les États-Unis (mais aussi le Canada), à la recherche de biens dont la revente pourrait leur rapporter un profit substantiel. Ils font en outre appel à divers experts afin d'estimer la valeur des biens qu'ils ont acquis,,,.

## Saisons

### Saison 1
| Total # | Épisode # | Titre             | Lieu         | Date de diffusion originale |
| ------- | --------- | ----------------- | ------------ | --------------------------- |
| 1       | 101       | Miami             | Miami        | 11 avril 2012               |
| 2       | 102       | London            | Londres      | 11 avril 2012               |
| 3       | 103       | Indianapolis      | Indianapolis | 18 avril 2012               |
| 4       | 104       | Atlanta           | Atlanta      | 25 avril 2012               |
| 5       | 105       | New Jersey        | New Jersey   | 2 mai 2012                  |
| 6       | 106       | Los Angeles       | Los Angeles  | 9 mai 2012                  |
| 7       | 107       | Scotland          | Glasgow      | 30 mai 2012                 |
| 8       | 108       | Florida           | Miami        | 6 juin 2012                 |
| 9       | 109       | Vancouver         | Vancouver    | 27 juin 2012                |
| 10      | 110       | NY Port Authority | New York     | 11 juillet 2012             |
| 11      | 111       | Toronto           | Toronto      | 18 juillet 2012             |
| 12      | 112       | North Carolina    | Archdale     | 25 juillet 2012             |

### Saison 2
| Total # | Épisode # | Titre                 | Lieu       | Date de diffusion originale |
| ------- | --------- | --------------------- | ---------- | --------------------------- |
| 13      | 201       | Diamonds in the Rough | Brooklyn   | 14 novembre 2012            |
| 14      | 202       | Blast From the Past   | Middleboro | 14 novembre 2012            |
| 15      | 203       | Breaking the Bank     | Atlanta    | 21 novembre 2012            |
| 16      | 204       | Man On Fire           | Greensboro | 28 novembre 2012            |
| 17      | 205       | Cash Is King          | Londres    | 5 décembre 2012             |
| 18      | 206       | Knightwalkers         | Dublin     | 12 décembre 2012            |
| 19      | 207       | Boy Toys              | Greensboro | 19 décembre 2012            |
| 20      | 208       | Crate Expectations    | Phoenix    | 9 janvier 2013              |
| 21      | 209       | Grand Theft Auto      | Tampa      | 16 janvier 2013             |
| 22      | 210       | California Scheming   | Santa Cruz | 23 janvier 2013             |
| 23      | 211       | Eye For an Eye        | Toronto    | 6 février 2013              |
| 24      | 212       | Liar Liar             | Shreveport | 13 février 2013             |
| 25      | 213       | Daredevils            | Toronto    | 20 février 2013             |
| 26      | 214       | Shock and Awe         | Louisiane  | 27 février 2013             |

### Saison 3
| Total # | Épisode # | Titre                  | Lieu         | Date de diffusion originale |
| ------- | --------- | ---------------------- | ------------ | --------------------------- |
| 27      | 301       | Guns A-Blazin'         | Stockton     | 15 octobre 2013             |
| 28      | 302       | Mike Tyson's Punch Out | Jacksonville | 15 octobre 2013             |
| 29      | 303       | Bunny Money            | Denver       | 22 octobre 2013             |
| 30      | 304       | Golden Ticket          | Nashville    | 29 octobre 2013             |
| 31      | 305       | Blow Up                | Tucson       | 5 novembre 2013             |
| 32      | 306       | Platinum Hits          | New York     | 12 novembre 2013            |
| 33      | 307       | Sin City Win           | Las Vegas    | 19 novembre 2013            |
| 34      | 308       | World War Score        | Normandy     | 26 novembre 2013            |
| 35      | 309       | Two Faced              | Stockton     | 3 décembre 2013             |
| 36      | 310       | Bad Blood              | Red Hook     | 10 décembre 2013            |
| 37      | 311       | What a Dummy           | Stockton     | 17 décembre 2013            |
| 38      | 312       | Lady Luck              | St. Paul     | 7 janvier 2014              |
| 39      | 313       | Space Case             | Sacramento   | 7 janvier 2014              |

### Saison 4
| Total # | Épisode # | Titre                      | Lieu              | Date de diffusion originale |
| ------- | --------- | -------------------------- | ----------------- | --------------------------- |
| 40      | 401       | Steal Drum                 | Nashville         | 23 avril 2014               |
| 41      | 402       | Monster Money              | Hollywood         | 23 avril 2014               |
| 42      | 403       | Intergalactic Bounty       | Nashville         | 30 avril 2014               |
| 43      | 404       | Big Boy Bucks              | Las Vegas         | 30 avril 2014               |
| 44      | 405       | Safari Sale                | Johannesburg      | 7 mai 2014                  |
| 45      | 406       | Inflated Egos              | Commerce          | 7 mai 2014                  |
| 46      | 407       | Walk the Plank             | Orlando (Floride) | 14 mai 2014                 |
| 47      | 408       | Gunning For Dollars        | Las Vegas         | 21 mai 2014                 |
| 48      | 409       | Swami Says                 | Austin            | 28 mai 2014                 |
| 49      | 410       | It's Not Easy Making Green | Allentown         | 4 juin 2014                 |
| 50      | 411       | Dino-Mite                  | Knoxville         | 11 juin 2014                |
| 51      | 412       | Greedy Pig                 | Alpharetta        | 18 juin 2014                |
| 52      | 413       | The Wizard of Odd          | Toronto           | 18 juin 2014                |

### Saison 5
| Total # | Épisode # | Titre               | Lieu       | Date de diffusion originale |
| ------- | --------- | ------------------- | ---------- | --------------------------- |
| 53      | 501       | Prohibitive Costs   | Huntingdon | 23 novembre 2015            |
| 54      | 502       | Formula for Success | Montréal   | 24 novembre 2015            |
| 55      | 503       | Auction Prayers     | Québec     | 25 novembre 2015            |
| 56      | 504       | Titanic Deals!      | Halifax    | 26 novembre 2015            |
| 57      | 505       | Burial Expenses     | Providence | 3 décembre 2015             |